# Insurrectionnalisme
 (février 2009).
Si vous disposez d'ouvrages ou d'articles de référence ou si vous connaissez des sites web de qualité traitant du thème abordé ici, merci de compléter l'article en donnant les références utiles à sa vérifiabilité et en les liant à la section « Notes et références ».
L'insurrectionnalisme regroupe un ensemble de courants politiques privilégiant l'insurrection. Le terme est généralement utilisé pour désigner des courants révolutionnaires communistes, anarchistes, ou autonomes.
Sur le plan théorique, les insurrectionnalistes peuvent s'inspirer aussi bien d'Auguste Blanqui (1805-1881), d'Errico Malatesta, de Lénine, de Makhno, des expériences antifascistes de la Résistance durant la Seconde Guerre mondiale, que de Che Guevara ou de Mao Zedong.
Plus rarement, l'insurrectionnalisme peut aussi relever de l'extrême-droite, comme le Mouvement Boogaloo aux États-Unis. Ou  L'action française en France.
L'insurrectionnalisme incarne une conception militaire des processus révolutionnaires, à l'opposé de celles du syndicalisme-révolutionnaire, du conseillisme, et des mouvements pacifistes. En France, cette conception a surtout été représentée par la Gauche prolétarienne.
La plupart des groupes politiques armés peuvent donc par définition être qualifiés d'« insurrectionnalistes », comme les Brigades rouges en Italie, la Fraction armée rouge en Allemagne, ou Action directe en France. Certains groupes armés ne visent cependant pas l'insurrection mais expriment seulement une protestation d'ordre revendicatif. C'est par exemple le cas dans les années 1970 des groupes luttant contre l'industrie nucléaire.
Depuis les années 1990, le terme d'« insurrectionnaliste » est surtout utilisé en Italie pour désigner les « anarchistes insurrectionnalistes », par opposition aux militants de la Fédération Anarchiste Italienne qui refusent toute forme d'action militaire ne s'inscrivant pas dans le cadre d'un mouvement de masse.
En France, L'Insurrection qui vient, publié en 2007 par le Comité Invisible, semble s'inscrire dans cette tradition théorique héritière de Blanqui.
En France, les insurrectionnalistes se heurtent souvent aux acteurs du mouvement social plus « conventionnel », et à d'autres organisations révolutionnaires rejetant leur conception avant-gardiste et militariste de la révolution, et leur rejet – pour beaucoup – d'un travail militant de fond, en particulier l'absence d'engagement syndical.